# 石野製作所
株式会社石野製作所（いしのせいさくしょ）は、石川県金沢市に本社を置く食品加工機械メーカー。
回転寿司コンベアの生産で国内シェアの大半を占める。

## 沿革
- 1959年 金沢市山の上町において金沢発条商会を創業。
- 1960年 現社名に改称。
- 1962年 設立。
- 2001年 ISO 9001取得。

## 製品
- 回転寿司コンベア
- 自動海苔巻き機
- 自動皿洗浄機
- 焼成機
- 食品加工機械

## グループ会社
- 北日本カコー - 寿司コンベア等製品の販売・メンテナンス。
- 石野産業 - 産業機器の販売。
- 大増商事 - 回転寿司チェーン店「くるくる寿司」の経営。